# Maurizio Vitale
Maurizio Vitale  (* 7. August 1922 in Mailand; † 20. Oktober 2021 ebenda) war ein italienischer Italianist und Sprachhistoriker.

## Leben und Werk
Als Schüler und Nachfolger von Antonio Viscardi lehrte Maurizio Vitale von 1957 bis 1997 an der Universität Mailand. Er gehörte zahlreichen Akademien an und publizierte bis ins hohe Alter. Sein bedeutendstes Werk ist die Geschichte der italienischen Sprache mit dem Titel „Die Sprachenfrage“ (La Questione della lingua).

## Werke (Auswahl)
- La Lingua volgare della cancelleria visconteo-sforzesca nel Quattrocento. Varese 1953. (Dissertation)
- Le “Prose” de P. Bembo e le prime grammatiche italiane del secolo XVI. Mailand 1954.
- La lingua dei poeti realistico-giocosi del ’200 e del ’300. Mailand 1955.
- La questione della lingua. Palermo 1960. (zahlreiche Auflagen)
- La veneranda favella. Studi di storia della lingua italiana. Neapel 1988.
- Divagazioni linguistiche dal Trecento al Novecento. Florenz 2006.
- Nichilismo e relativismo. Patologie del XX secolo. Rom 2011.
- Tramonti. Esternazioni esistenziali di un uomo incapace d’intendere questo mondo e tuttavia di non volerlo cambiare. Arrone 2016.
- L’autodidascalo scrittore. La lingua della Scienza Nuova di Giambattista Vico. Rom 2016.
- La scienza delle parole. La lingua del “Fuoco” e della “Città morta” di Gabriele D’Annunzio. Mailand 2018.
- Divagazioni linguistiche seconde. Saggi, commemorazioni e ricordi. Florenz 2019.